# ISO 3166-2:AL
La ISO 3166-2:AL son los códigos para las áreas de Albania. El objetivo de esta familia de normas es establecer en todo el mundo una serie de abreviaturas para los lugares, para su uso en las etiquetas de paquetes, contenedores y tal. En cualquier lugar donde un código alfanumérico corto puede servir para indicar claramente la ubicación de una forma más conveniente y menos ambigua que la forma completa el nombre del lugar.

## Códigos

### Condados
Albania se divide en 12 condados:
| Código | Región                 |
| ------ | ---------------------- |
| AL-01  | Condado de Berat       |
| AL-09  | Condado de Dibër       |
| AL-02  | Condado de Durrës      |
| AL-03  | Condado de Elbasan     |
| AL-04  | Condado de Fier        |
| AL-05  | Condado de Gjirokastër |
| AL-06  | Condado de Korçë       |
| AL-07  | Condado de Kukës       |
| AL-08  | Condado de Lezhë       |
| AL-10  | Condado de Shkodër     |
| AL-11  | Condado de Tirana      |
| AL-12  | Condado de Vlorë       |

### Distritos
A su vez estos condados se dividen en 36 distritos:
| Código | Región         | Condado |
| ------ | -------------- | ------- |
| AL-BR  | Berat          | 01      |
| AL-BU  | Bulqizë        | 09      |
| AL-DL  | Delvinë        | 12      |
| AL-DV  | Devoll         | 06      |
| AL-DI  | Dibër          | 09      |
| AL-DR  | Durrës         | 02      |
| AL-EL  | Elbasan        | 03      |
| AL-FR  | Fier           | 04      |
| AL-GJ  | Gjirokastër    | 05      |
| AL-GR  | Gramsh         | 03      |
| AL-HA  | Has            | 07      |
| AL-KA  | Kavajë         | 11      |
| AL-ER  | Kolonjë        | 06      |
| AL-KO  | Korçë          | 06      |
| AL-KR  | Krujë          | 02      |
| AL-KC  | Kuçovë         | 01      |
| AL-KU  | Kukës          | 07      |
| AL-KB  | Kurbin         | 08      |
| AL-LE  | Lezhë          | 08      |
| AL-LB  | Librazhd       | 03      |
| AL-LU  | Lushnjë        | 04      |
| AL-MM  | Malësi e Madhe | 10      |
| AL-MK  | Mallakastër    | 04      |
| AL-MT  | Mat            | 09      |
| AL-MR  | Mirditë        | 08      |
| AL-PQ  | Peqin          | 03      |
| AL-PR  | Përmet         | 05      |
| AL-PG  | Pogradec       | 06      |
| AL-PU  | Pukë           | 10      |
| AL-SR  | Sarandë        | 12      |
| AL-SH  | Shkodër        | 10      |
| AL-SK  | Skrapar        | 01      |
| AL-TE  | Tepelenë       | 05      |
| AL-TR  | Tirana         | 11      |
| AL-TP  | Tropojë        | 07      |
| AL-VL  | Vlorë          | 12      |